# Auricularia fuscosuccinea
Auricularia fuscosuccinea es una especie comestible de hongo del orden de los auriculariales. Fue descrita científicamente por primera vez en 1842 por el micólogo francés Camille Montagne como una especie de exidia. Paul Christoph Hennings lo transfirió a Auricularia en 1893.